# Gewinnsparen

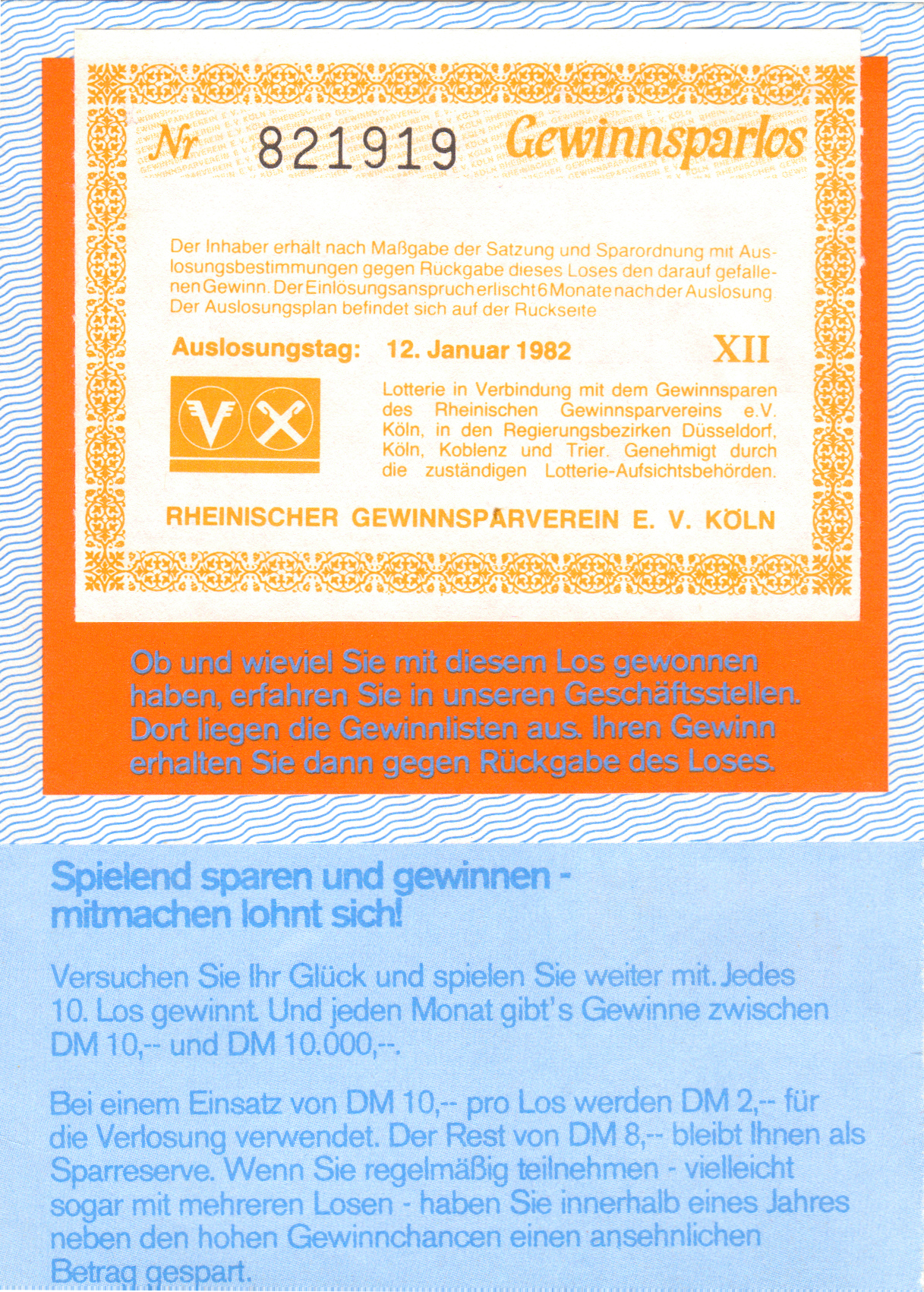
Gewinnsparlos, ausgegeben vom Rheinischen Gewinnsparverein e. V., 1982

Gewinnsparen, fälschlich auch Prämiensparen, heißt ein Sparvertrag mit Lotterie. Diese Kombination bieten Genossenschaftsbanken und Sparkassen an. Einen Teil des Einsatzes legt die Bank für den Kunden zurück und zahlt ihn am Jahresende aus.

## Verlauf
Der Einsatz wird monatlich per Lastschrift vom Girokonto des Kunden abgebucht. Gewinne werden monatlich und der Sparbeitrag als Gesamtsumme jährlich einem Sparbuch gut geschrieben. Der Kunde kann erst nach Vertragskündigung über sein Sparvermögen verfügen. Auslosungen, oft von Sachgewinnen wie Autos oder Reisen, finden monatlich statt.

## Anbieter
Finanzinstitute, die das Gewinnsparen anbieten, sind:
- Sparkassen
- Volks- und Raiffeisenbanken
- Sparda-Banken
- PSD-Banken

## Geschichte
Das Gewinnsparen ist eine Erfindung der Vereinsbank Wiesbaden (heute: Wiesbadener Volksbank). Am 22. September 1950 nahm der Gewinnsparverein Wiesbaden e. V. im Hause der Vereinsbank seine Arbeit auf. Zunächst gründeten die Volksbanken und andere Genossenschaftsinstitute Gewinnsparvereine. Ab 1952 imitierten die Sparkassen, später auch einzelne Privatbanken die Idee.